# Not yet
Not yet（日语：ノット イェット）是日本女子偶像團體AKB48的一個衍生團體，成立於2011年1月21日，由大島優子、北原里英、指原莉乃與橫山由依4人組成，團員所屬的經紀公司均為太田製作、所屬唱片公司則為日本哥伦比亚。Not yet自出道以來的5張單曲之首周銷量皆突破10萬大關，並且拿下4次Oricon公信榜單曲周榜冠軍與1次專輯周榜冠軍，其中第三張單曲更於首周創下17萬張的銷量佳績，是AKB48眾多子團體中的最高紀錄，而累積的冠軍次數與音樂作品銷量皆是AKB48子團之最。

## 成員
| 姓名          | 所屬團體            | 出生日期       | 血型 | 出身地               |
| ------------- | ------------------- | -------------- | ---- | -------------------- |
| 大島優子 （おおしま ゆうこ） | （原AKB48）         | 1988年10月17日 | B型  | 栃木縣下都賀郡壬生町 |
| 北原里英 （きたはら りえ） | （原AKB48 → NGT48） | 1991年6月24日  | A型  | 愛知縣一宮市         |
| 指原莉乃 （さしはら りの） | （原AKB48 → HKT48） | 1992年11月21日 | O型  | 大分縣大分市         |
| 橫山由依 （よこやま ゆい） | （原AKB48）         | 1992年12月8日  | B型  | 京都府木津川市       |

註：最初4人均為AKB48成員。目前大島優子、北原里英、指原莉乃、横山由依4人均已從AKB48集團畢業。

## 概要

### 組合理念
「無論是唱歌還是跳舞『都還不成熟，』解釋爲『正因爲不成熟才會成長』並爲此拼命努力的4人。」

### 結成背景
- 在TBS電視台的深夜綜藝節目《雖然是個小指子〜這節目與AKB完全沒關係〜（日语：さしこのくせに〜この番組はAKBとは全く関係ありません〜）》中，擔任主持人的指原莉乃和土田晃之的談話中「當初預定成員爲大島、北原、指原3人。但在大島擔任TOP1的時候，擔任TOP2『（做為組合）有點弱……，』因爲這個理由讓橫山加入組合」，由此確認了4人組合。

- 「Not yet」結成之初並非一路平坦，當工作人員告知「Not yet」的組成計畫時，大島優子對此團抱著消極心態，因當時大島已和梅田彩佳、松原夏海、野呂佳代自組了「梅島夏代」舞蹈子團，自行編舞並張羅服裝等，亦已有秋元康量身製作的歌曲，雖未正式發行專輯，但在路線相似的情形下，大島表示「我一個人又要另外以全新的四個人組成子團出道，好像背叛了『梅島夏代』......。當時甚至自暴自棄不敢和『Not yet』預定成員北原、指原及橫山說話」。之後於「AKB48 重溫時間 最佳曲目100 2011」初次舞台表演後，大島先去找了「Not yet」的北原、指原與橫山三人道歉，並表示今後會好好努力，亦會取得「梅島夏代」其他人的諒解，其他三人聽完後希望能和大島一起加油；而大島當面告知「梅島夏代」成員時，成員表示雖然很落寞，但對於新發展衷心祝福[8][9]。

## 經歷
2011年
- 1月21日，在「AKB48 重溫時間 最佳曲目100 2011」上，宣布組合誕生。
- 3月16日，以單曲CD《週末Not yet》出道。另外，預訂同日在惠比壽花園廣場舉辦的針對單曲預約者的抽選活動受東日本大震災影響而中止[10]。
- 3月28日，第1張單曲《週末Not yet》獲得Oricon週榜第1位，銷售額爲AKB48衍生組合首週單曲銷量中的最高記錄（16萬張）[11]。
- 5月14日，於有明競技場舉行Not yet的首次活動[12]。
- 7月6日，第2張單曲《破浪刨冰》發售。
- 10月9日，組合首個固定節目《Yonpara未來遊戲作戰（日语：ヨンパラ FUTUREゲームバトル）》開始播映，主持為劇團一人。
- 11月16日，第3張單曲《愛說愛說愛說的男人》發售，並在首周獲得17萬張的銷量，再次刷新自身所保持的AKB48衍生組合首週單曲銷量的最高記錄。

2012年
- 5月30日，第4張單曲《西瓜BABY》發售。

2013年
- 9月25日，第5張單曲《刺痛的花》發售。

2014年
- 4月23日，發行出道以來的第一張專輯《already》[13]，並且成功奪得Oricon專輯週榜冠軍。包含單曲在內，Not yet目前共有5部作品得到首周冠軍，與過去女子團體衍生組合的冠軍數目紀錄持平，而之前的紀錄是同樣由秋元康擔任監督的小貓俱樂部衍生組合指指點點組所保持，是繼1987年3月2日以來、相隔27年又2個月後，再次有衍生組合達成此項紀錄[14]。
- 5月10日，於有明競技場舉行「Not yet 1st Album《already》發售紀念SPECIAL LIVE。」
- 10月15日，發行「Not yet "already" 2014.5.10 1st LIVE」演唱會影音作品，其中藍光版本在首週拿下1.1萬的銷售佳績，創下由2008年7月藍光榜發布後，首次有偶像衍生團體拿下銷量冠軍的紀錄，也打破過去由走廊奔跑隊所創下的藍光影音作品銷量紀錄，而DVD版本銷量也拿下首週DVD榜第2名的佳績[15]。

## 音樂作品

### 單曲
|     | 發售日         | 曲名               | Oricon 週榜最高名次 | 首週銷量  | 累積銷量  | 發售形態            | 唱片編號                                       | 備註                            |
| --- | -------------- | ------------------ | ------------------- | --------- | --------- | ------------------- | ---------------------------------------------- | ------------------------------- |
| 1st | 2011年03月16日 | 週末Not yet        | 第1名               | 159,678張 | 247,981張 | CD+DVD CD+写真集 CD | COZA-501・2 COZA-503・4 COCA-16454 NYT-1001    | Type-A Type-B Type-C 劇場盤     |
| 2nd | 2011年07月06日 | 破浪刨冰           | 第1名               | 156,283張 | 208,504張 | CD+DVD CD           | COZA-517・8 COZA-519・20 COCA-16498            | 通常盤A 通常盤B 通常盤C         |
| 3rd | 2011年11月16日 | 愛說愛說愛說的男人 | 第2名               | 171,827張 | 211,983張 | CD+DVD CD           | COZA-613・4 COZA-615・6 COCA-617・8 NYT-1003   | 通常盤A 通常盤B 通常盤C 劇場盤  |
| 4th | 2012年05月30日 | 西瓜BABY           | 第1名               | 135,513張 | 171,574張 | CD+DVD CD           | COZA-653・4 COZA-655・6 COZA-657・8 COCA-16616 | 通常盤A 通常盤B 通常盤C 通常盤D |
| 5th | 2013年09月25日 | 刺痛的花           | 第1名               | 107,578張 | 127,855張 | CD+DVD CD           | COZA-792・3 COZA-794・5 COZA-796・7 COCA-16764 | 通常盤A 通常盤B 通常盤C 通常盤D |

### 專輯
|     | 發售日         | 曲名    | Oricon 週榜最高名次 | 首週銷量 | 累積銷量 | 發售形態                    | 唱片編號                                   | 備註                        |
| --- | -------------- | ------- | ------------------- | -------- | -------- | --------------------------- | ------------------------------------------ | --------------------------- |
| 1st | 2014年04月23日 | already | 第1名               | 68,111張 | 86,966張 | CD+DVD CD+DVD CD PLAYBUTTON | COZP-915-6 COZP-917-8 COCP-38519 COEX-1002 | Type-A Type-B Type-C Type-D |

### 影音
| 發售日         | 標題                                 | 發售形態    | 影音編號              |
| -------------- | ------------------------------------ | ----------- | --------------------- |
| 2014年10月15日 | Not yet "already" 2014.5.10 1st LIVE | Blu-ray DVD | COXA-1103 COBA-6703-4 |

## 音樂合作
| 收錄作品                        | 歌曲                     | 用途 |
| ------------------------------- | ------------------------ | --- |
| 第1張單曲《週末Not yet》        | 《週末Not yet》          | 朝日電視台週末夜間電視劇《Dr.伊良部一郎》主題歌                                                                              |
| 第1張單曲《週末Not yet》        | 《飄飄》                 | CM：NTT東日本電報「」 |
| 第1張單曲《週末Not yet》        | 《需要誠實》             | 關西電視台節目《さんまのまんま》結尾曲                                                                                       |
| 第1張單曲《週末Not yet》        | 《雖然很好笑》           | TBS 《Music Birth+》結尾曲                                                                                                   |
| 第2張單曲《破浪刨冰》           | 《弗美爾的信》           | 「來自弗美爾的情書展」印象歌                                                                                                 |
| 第2張單曲《破浪刨冰》           | 《摯友》                 | 電影：《復活節兔子的糖果工廠》日本語版主題曲                                                                                 |
| 第3張單曲《愛說愛說愛說的男人》 | 《愛說愛說愛說的男人》   | 朝日電視台系《THE STREET FIGHTERS》10月度主題曲 TBS《Yonpara未來遊戲作戰》結尾曲 朝日電視台《お願い!ランキング》11月度結尾曲 |
| 第5張單曲《刺痛的花》           | 《下一个耳环》           | 外为online《纽约篇》与《巴黎篇》的广告曲                                                                                     |
| 第5張單曲《刺痛的花》           | 《未看到的天空总是蓝的》 | U-CAN《AKB48 Challenge you can》（AKB48 チャレンジユーキャン!）篇的广告曲                                                                               |
| 第1張專輯《already》            | 《我接受來自世界的風》   | 外為online《BUSINESS篇》與《HOLIDAY篇》的廣告曲                                                                              |

## 演出

### 電視劇
- Dr.伊良部一郎 第7話（2011年3月20日；朝日電視台）：飾演 本人（Not yet）

### 電視節目
- Music Birth+ （2011年1月30日－3月27日；TBS）：首次登台
- Yonpara未來遊戲作戰（日语：ヨンパラ FUTUREゲームバトル）（2011年10月9日－2012年3月25日；TBS）

### 電台
- AKB48的「我們的故事」 第8集（2011年7月8日・11月25日・2012年1月20日；NHK-FM）

### 活動
- Not yet 1st Single《週末Not yet》發售記念活動（2011年5月14日；御台場有明競技場 3公演）
- a-nation 10th Anniversary for Life Charge ▶ Go! ウイダーinゼリー（2011年8月13日；名古屋市、名古屋市國際展示場（日语：名古屋市国際展示場）野外特設会場）
- Not yet 1st Album《already》發售紀念SPECIAL LIVE（2014年5月10日；御台場有明競技場）

## 備註
1. ↑  . AKB48官方Blog. 2014-05-13  [2014-05-13]. （原始内容存档于2014-05-15） （日语）.
2. ↑  . AKB48官方Blog. 2014-06-08  [2014-06-09]. （原始内容存档于2014-06-08） （日语）.
3. ↑  . ORICON NEWS (oricon ME inc.). 2018-04-14  [2018-04-18]. （原始内容存档于2018-04-18） （日语）.
4. ↑  . HKT48官方Blog. 2019-03-31  [2019-05-05]. （原始内容存档于2019-05-05） （日语）.
5. ↑  . 日刊體育. 2021-09-12  [2021-09-19]. （原始内容存档于2021-12-10） （日语）.
6. ↑  . AKB48官方網站. 2021-09-12  [2021-12-29]. （原始内容存档于2021-12-29）.
7. ↑  . ORICON STYLE. 2011-01-21  [2014-03-15]. （原始内容存档于2012-10-23） （日语）.
8. ↑  《優子》大島優子個人寫真集.講談社 發行日期：2011年6月17日
9. ↑  《有吉AKB共和國》 播出日期：2011年10月27日
10. ↑  . 古倫美亞音樂娛樂. 2011-03-14  [2014-03-15]. （原始内容存档于2014-03-14） （日语）.
11. ↑  . ORICON STYLE. 2011-03-22  [2014-03-15]. （原始内容存档于2014-03-16） （日语）.
12. ↑  . ORICON STYLE. 2011-05-14  [2014-03-15]. （原始内容存档于2011-05-16） （日语）.
13. ↑  . Cinema Today. 2014-03-15  [2014-03-15]. （原始内容存档于2014-03-14） （日语）.
14. ↑  . ORICON STYLE. 2011-04-29  [2014-05-13]. （原始内容存档于2014-05-02） （日语）.
15. ↑  . ORICON STYLE. 2014-10-22  [2014-10-22]. （原始内容存档于2014-10-27） （日语）.

## 外部連結
- Not yet官方網站（古倫美亞音樂娛樂）（页面存档备份，存于）（日語）
- 太田製作（页面存档备份，存于）（日語）